# جائزة أفضل مدرب للسيدات من الاتحاد الأوروبي
جائزة أفضل مدرب كرة قدم للسيدات من الاتحاد الأوروبي لكرة القدم هي جائزة تمنح لأفضل مدرب يدرب نادي لكرة قدم للسيدات أو منتخب كرة قدم للسيدات في أوروبا. يمنح الجائزة لمدرب لإنه يُعتبر الأفضل في منافسات الموسم السابق أما بالنسبة لنادي أو للمنتخب الوطني. تم الإعلان عن الجائزة، التي أنشأها الاتحاد الأوروبي لكرة القدم في عام 2020 بالشراكة مع مجموعة وسائل الإعلام الرياضية الأوروبية (ESM)، إلى جانب جائزة أفضل مدرب للرجال في الاتحاد الأوروبي لكرة القدم . 

## معايير
وفقًا للاتحاد الأوروبي لكرة القدم، بالنسبة لهذه الجائزة، "يتم الحكم على المدربين في أوروبا، بغض النظر عن جنسياتهم، فيما يتعلق بأدائهم طوال الموسم في جميع المسابقات، سواء على المستوى المحلي أو الدولي، سواء على مستوى النادي أو المنتخب الوطني." 

## التصويت
بالنسبة للجائزة الأولي، قدم المدربون الثمانية من الأندية التي شاركت في ربع نهائي دوري أبطال أوروبا للسيدات في ذلك العام، إلى جانب 20 صحفيًا رياضيًا اختارتهم مجموعة وسائل الإعلام الرياضية الأوروبية المتخصصة في كرة القدم النسائية، قائمة بأفضل ثلاثة مدربين لديهم تصنيفًا من واحد إلى ثلاثة، حيث حصل المدرب الأول على خمس نقاط، والثاني ثلاث نقاط والثالث نقطة واحدة. لم يُسمح للمدربين بالتصويت لأنفسهم. تم اختيار المدربين الثلاثة الحاصلين على أكبر عدد من النقاط بشكل عام، وتم الإعلان عن الفائز خلال قرعة مرحلة المجموعات لدوري أبطال أوروبا في الموسم المقبل. 

## تاريخ الجائزة

### الفائزون
| موسم    | مدرب          | الفريق أو المنتخب |
| ------- | ------------- | ----------------- |
| 2019–20 | جان لوك فاسور | ليون              |
| 2020–21 | لويس كورتيس   | برشلونة           |
| 2021–22 | سارينا ويجمان | إنجلترا           |
| 2022–23 | سارينا ويجمان | إنجلترا           |

### النهائيات
الفائز
  ضمن القائمة المختصرة

#### 2019–20
| الترتيب | اسم المدرب       | النقاط | مدرب فريق        |
| ------- | ---------------- | ------ | ---------------- |
| 1       | جان لوك فاسور    | 122    | ليون             |
| 2       | ستيفان ليرش      | 78     | نادي فولفسبورج   |
| 3       | لويس كورتيس      | 36     | برشلونة          |
| 4       | إيما هايز        | 28     | تشيلسي           |
| 5       | سارينا ويجمان    | 22     | هولندا           |
| 6       | أوليفييه إشوافني | 18     | باريس سان جيرمان |
| 7       | ينس شوير ‏        | 15     | بايرن ميونخ      |
| 8       | جو مونتيمورو     | 5      | ارسنال           |
| 9       | سكوت بوث         | 4      | غلاسكو سيتي      |
| 10      | داني جونزاليس    | 3      | اتليتيكو مدريد   |

#### 2020–21
| الترتيب | اسم المدرب       | النقاط | مدرب فريق أو منتخب |
| ------- | ---------------- | ------ | ------------------ |
| 1       | لويس كورتيس      | 151    | برشلونة            |
| 2       | إيما هايز        | 78     | تشيلسي             |
| 3       | بيتر جيرهاردسون  | 37     | السويد             |
| 4       | أوليفييه إشوافني | 24     | باريس سان جيرمان   |
| 5       | ينس شوير ‏        | 17     | بايرن ميونخ        |
| 6       | ريتا جوارينو ‏    | 10     | يوفنتوس            |
| 6       | آنا سيجنول ‏      | 10     | فنلندا             |
| 8       | سارينا ويجمان    | 7      | هولندا             |
| 9       | جاريث تايلور     | 5      | مانشستر سيتي       |
| 10      | خورخي فيلدا      | 3      | إسبانيا            |

#### 2021–22
| الترتيب | اسم المدرب             | النقاط | مدرب فريق أو المنتخب |
| ------- | ---------------------- | ------ | -------------------- |
| 1       | سارينا ويجمان          | 200    | إنجلترا              |
| 2       | سونيا بومباستور        | 94     | ليون                 |
| 3       | مارتينا فوس-تيكلينبورج | 71     | ألمانيا              |
| 4       | جوناثان جيرالديز ‏      | 27     | برشلونة              |
| 5       | تومي ستروت ‏            | 22     | نادي فولفسبورج       |

#### 2022–23
| الترتيب | اسم المدرب        | النقاط | مدرب فريق أو منتخب |
| ------- | ----------------- | ------ | ------------------ |
| 1       | سارينا ويجمان     | 211    | إنجلترا            |
| 2       | خورخي فيلدا       | 163    | إسبانيا            |
| 3       | جوناثان جيرالديز ‏ | 139    | برشلونة            |
| 4       | بيتر غيرهاردسون   | 62     | السويد             |
| 5       | إيما هايز         | 56     | تشيلسي             |
| 6       | اليساندرو سبوجنا  | 12     | نادي روما          |
| 7       | جوناس إيديفال     | 11     | نادي أرسنال        |
| 8       | تومي ستروت        | 9      | فولفسبورغ          |
| 9       | سونيا بومباستور   | 7      | ليون               |
| 10      | مارك سكينر        | 0      | مانشستر يونايتد    |